# Füzuli (Rayon)
Füzuli, auch Fisuli ist ein Rayon im Süden Aserbaidschans an der iranischen Grenze. Ein Teil des Bezirks war von 1993 bis 2020 unter Kontrolle der international nicht anerkannten Republik Arzach, darunter auch die Bezirkshauptstadt Füzuli.

## Geografie

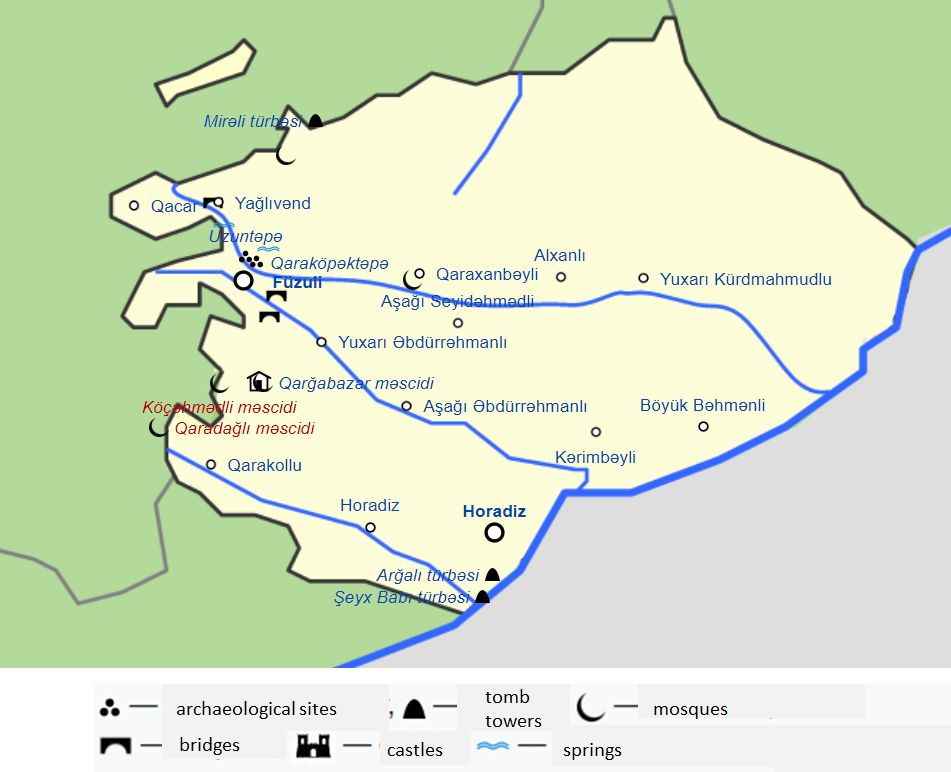
Aserbaidschanische Übersichtskarte des Bezirks

Der Rayon hat eine Fläche von 1361 km² und liegt im Südwesten des Landes. Der Fluss Aras bildet im Süden die Grenze zur iranischen Provinz Ardabil. Im Nordwesten erstrecken sich Ausläufer des Karabachgebirges in den Rayon, der im Übrigen zum Aras-Tal und der Landschaft Niederkarabach gehört. Die größten Flüsse sind im Süden des Bezirks der Koslutschaj und im Zentrum Ischkan und Kandalan, die beide aus dem Karabachgebirge durch die Bezirkshauptstadt Füzuli nach Osten zum Aras fließen.

## Geschichte
Nachdem der Konflikt um Bergkarabach ab 1988 eskaliert und es ab 1992 zum offenen Krieg gekommen war, wurden etwa 20 % des Rayons, der an Bergkarabach grenzt, im August 1993 von der armenischen Armee als Pufferzone zu Aserbaidschan besetzt. Darunter auch die Stadt Füzuli, die von ihren Bewohnern verlassen und zur Geisterstadt wurde. Der nördliche Teil des besetzten Gebiets, bis etwa zum Fluss Kandalan, wurde von der Republik Arzach dessen Provinz Martuni zugeschlagen, der südliche Teil der Provinz Hadrut.
Während des Bergkarabachkrieges 2020 konnte die aserbaidschanische Armee den gesamten Rayon zurückerobern.

## Bevölkerung
Der Rayon hat 134.700 Einwohner (Stand: 2021). 2009 betrug die Einwohnerzahl nach aserbaidschanischen Angaben 111.900. Diese waren auf eine Stadt und 73 Siedlungen und Dörfer verteilt, wobei die Stadt selbst seit dem Einmarsch armenischer Truppen 1993 verlassen wurde. Am 5. August 2023 begann die Wiederbesiedlung des Bezirks durch Aserbaidschan mit Flüchtlingen von 1993.

## Städte und Ortschaften
- Füzuli
- Kawakawank
- Qaraxanbəyli
- Yuxarı Əbdürrəhmanlı

## Wirtschaft und Verkehr
Die Region ist landwirtschaftlich geprägt. Es werden Wein, Gemüse und Getreide angebaut sowie Viehzucht betrieben. Es gibt mehrere Molkereien, ein Stahlbetonfertigteilwerk, Steinbrüche sowie Gin- und Weinproduktionsanlagen.

## Sehenswürdigkeiten
Im Rayon befindet sich eine Karawanserei von 1648, die Garghabasar-Moschee (17. Jh.) und die Hadji-Giyaseddin-Moschee von 1682, außerdem die Mausoleen von Akhmedalilar, Babids und Mirali. In den Azykh-Höhlen finden sich Reste prähistorischer Siedlungen. Westlich der Stadt Füzuli befindet sich auf einem Hügel das armenische Kloster Kawakawank.